# Летексье, Франсуа
Франсуа́ Летексье́ (фр. François Letexier; род. 23 апреля 1989, Беде) — французский футбольный судья, обслуживающий матчи французской Лиги 1. Арбитр ФИФА с 2017 года.

## Карьера
Начиная с 2016 года Летексье судит матчи французской Лиги 1. 23 января 2016 года состоялся его первый матч в качестве судьи высшего дивизиона между «Монпелье» и «Каном». В 2017 году Летексье был включён в список арбитров ФИФА.
23 марта 2018 года Франсуа впервые судил международный матч между сборными Болгарии и Боснии и Герцеговины.
В апреле 2024 года был отобран одним из главных арбитров в числе 19 судейских бригад для обслуживания матчей Чемпионата Европы по футболу, который прошёл в июне-июле 2024 года в Германии.

### Чемпионат Европы 2024
| Стадия         | Дата         | Город   | Стадион           | Команда 1 | Результат | Команда 2 | Предупреждён | Red card | Пенальти |
| -------------- | ------------ | ------- | ----------------- | --------- | --------- | --------- | ------------ | -------- | -------- |
| Групповой этап | 19 июня 2024 | Гамбург | Фолькспаркштадион | Хорватия  | 2:2 (0:1) | Албания   | 1 — 3        | 0 — 0    | 0 — 0    |
| Групповой этап | 25 июня 2024 | Мюнхен  | Альянц Арена      | Дания     | 0:0 (0:0) | Сербия    | 2 — 2        | 0 — 0    | 0 — 0    |
| 1/8 финала     | 30 июня 2024 | Кёльн   | Рейн Энерги       | Испания   | 4:1 (1:1) | Грузия    | 1 — 1        | 0 — 0    | 0 — 0    |
| Финал          | 14 июля 2024 | Берлин  | Олимпийский       | Испания   | 2:1 (0:0) | Англия    | 1 — 2        | 0 — 0    | 0 — 0    |